# Jämtland Basket
Lo Jämtland Basket è una società cestistica avente sede nella città di Östersund, in Svezia. Fondata nel 1956, gioca nel campionato svedese.